# 瓦唐
- 關於中华人民共和国山西省兴县瓦塘镇，請見「瓦塘镇 (兴县)」。
- 關於中华人民共和国广西壮族自治区贵港市瓦塘镇，請見「瓦塘镇 (贵港市)」。
- 關於亚洲河流，請見「瓦塘江」。

瓦唐（法語：Vatan，法語發音：[vatɑ̃] ⓘ），法国中部市镇，位于中央-卢瓦尔河谷大区安德尔省，隶属于伊苏丹区，其市镇面积为29.8平方公里，2022年1月1日时人口数量为1,959人，在法国城市中排名第5,493位。
瓦唐位于安德尔省北部，A20高速公路旁，是一个区域性的中心城市和公路枢纽。

## 地名来源
“瓦唐”一名最初于公元10世纪以“Vestinensis”的形式被记载，该名称来源于拉丁语，意为“广阔的水塘”，对应的现代法语为。
瓦唐是法国谐音地名市镇联盟的成员，“Vatan”因其与法语中的“Va t'en”同音而闻名。

## 历史

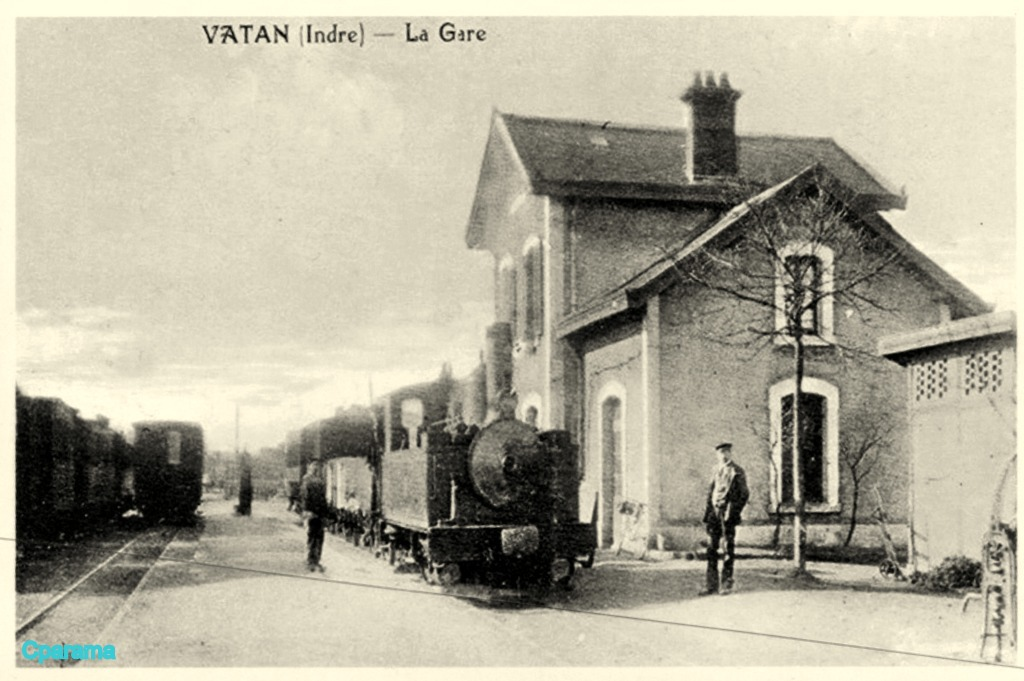
历史上的瓦唐火车站

瓦唐历史上长期为一处普通村落，公元16世纪时出现了两处新教教堂。1767年，连接巴黎和图卢兹之间的皇家道路由瓦唐经过，后改造成为法国国道N20线以及A20高速公路。法国大革命后，瓦唐成为安德尔省的一个市镇。工业革命期间，一条地方铁路途径瓦唐，后于一战末期废弃。

## 地理

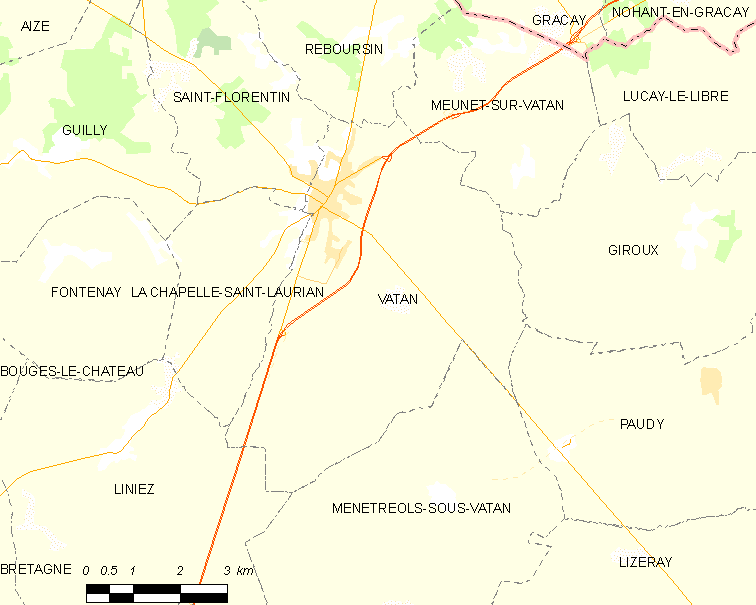
瓦唐市镇范围地图

瓦唐位于法国中部，中央-卢瓦尔河谷大区南部和安德尔省北部，距离省会沙托鲁大约33公里。与瓦唐接壤的市镇包括：拉沙佩勒圣洛里安、日鲁、利涅、梅内特雷奥勒-苏瓦唐、默内叙瓦唐、波迪、勒布尔桑、圣弗洛朗坦。

### 地形
瓦唐位于贝里平原西部腹地，境内以平原和浅丘为主，市镇中心地势较为平坦，全境海拔在118到201米之间。

### 水文
波宗河自南向北流经境内，属于卢瓦尔河水系。

### 植被
瓦唐属于温带阔叶混交林区，林地主要分布于河流附近。
在鲜花城市的评比中，瓦唐被评为2星级鲜花城市。

### 气候
瓦唐在柯本气候分类法中属于温带海洋性气候。

## 行政区划
瓦唐是法国中央-卢瓦尔河谷大区安德尔省的一个市镇，编号为36230。瓦唐隶属于伊苏丹区、安德尔省第二选区和勒夫鲁县，同时也是布瓦绍乡村市镇公共社区的办公驻地。
法国国家统计与经济研究所（简称）在进行数据统计时，未将瓦唐划入任何城市核心区（Unité urbaine）、城市区（Aire urbaine）以及城市辐射区（Aire d'attraction）内。此外，还将瓦唐市镇整体看作一个“块区”（IRIS）。

## 交通

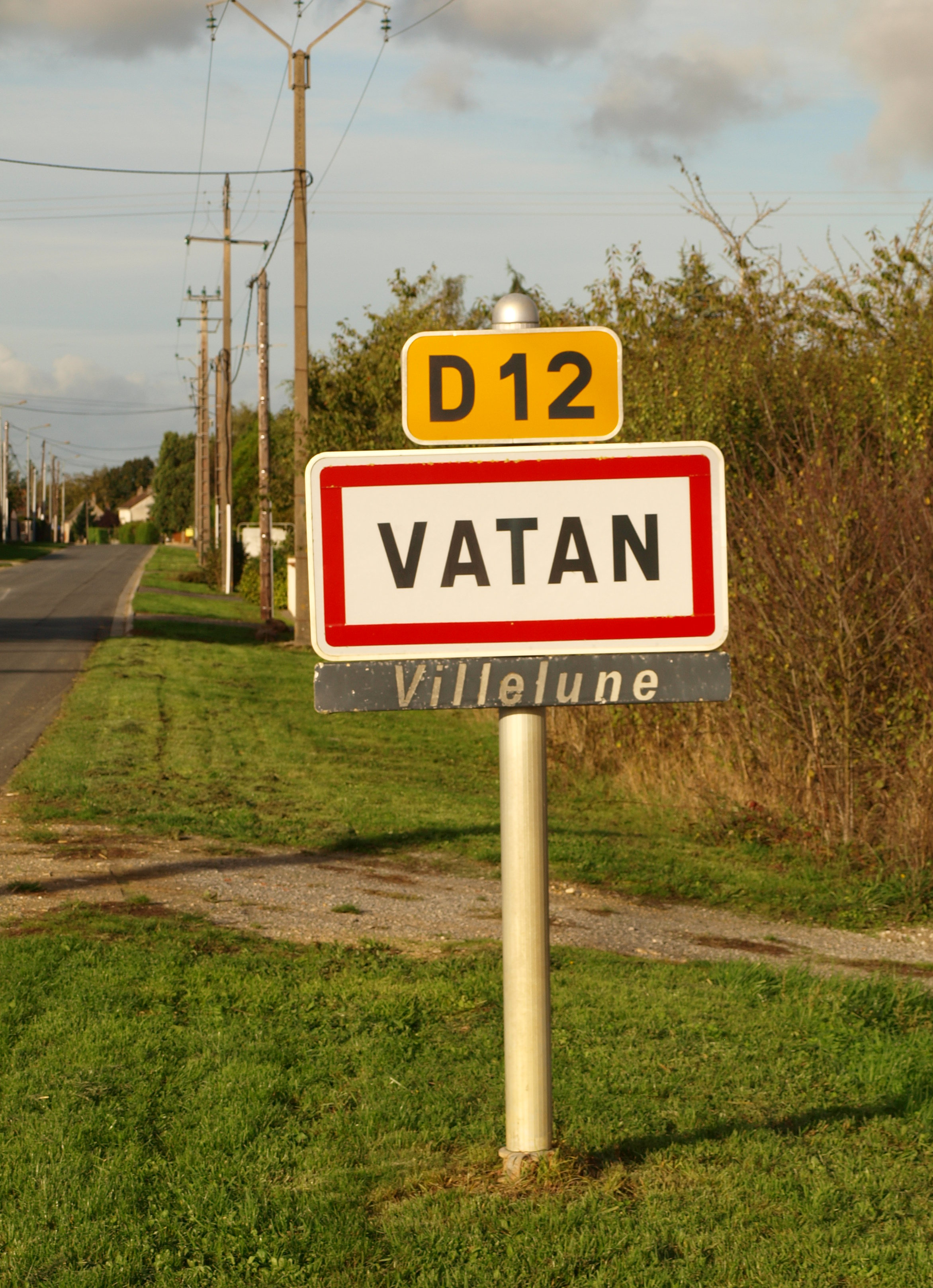
瓦唐入城路牌

### 公路
法国A20高速公路和多条安德尔省省道在瓦唐境内交汇，中央-卢瓦尔河谷大区下属的城际客运提供巴士线路，可前往维耶尔宗。
2017年，67.9%的瓦唐家庭拥有至少一辆私人汽车。2019年，瓦唐境内共发生各类交通事故4起，造成1人遇难，4人受伤。

### 铁路
距离瓦唐最近的铁路车站为位于莱索布赖－蒙托邦铁路上的勒伊站。

### 航空
距离瓦唐最近的民用航空站为图尔机场，距离瓦唐市中心的公路里程约120公里。

### 城市公共交通
截至2021年7月，瓦唐暂无城市公共交通系统。

## 政治

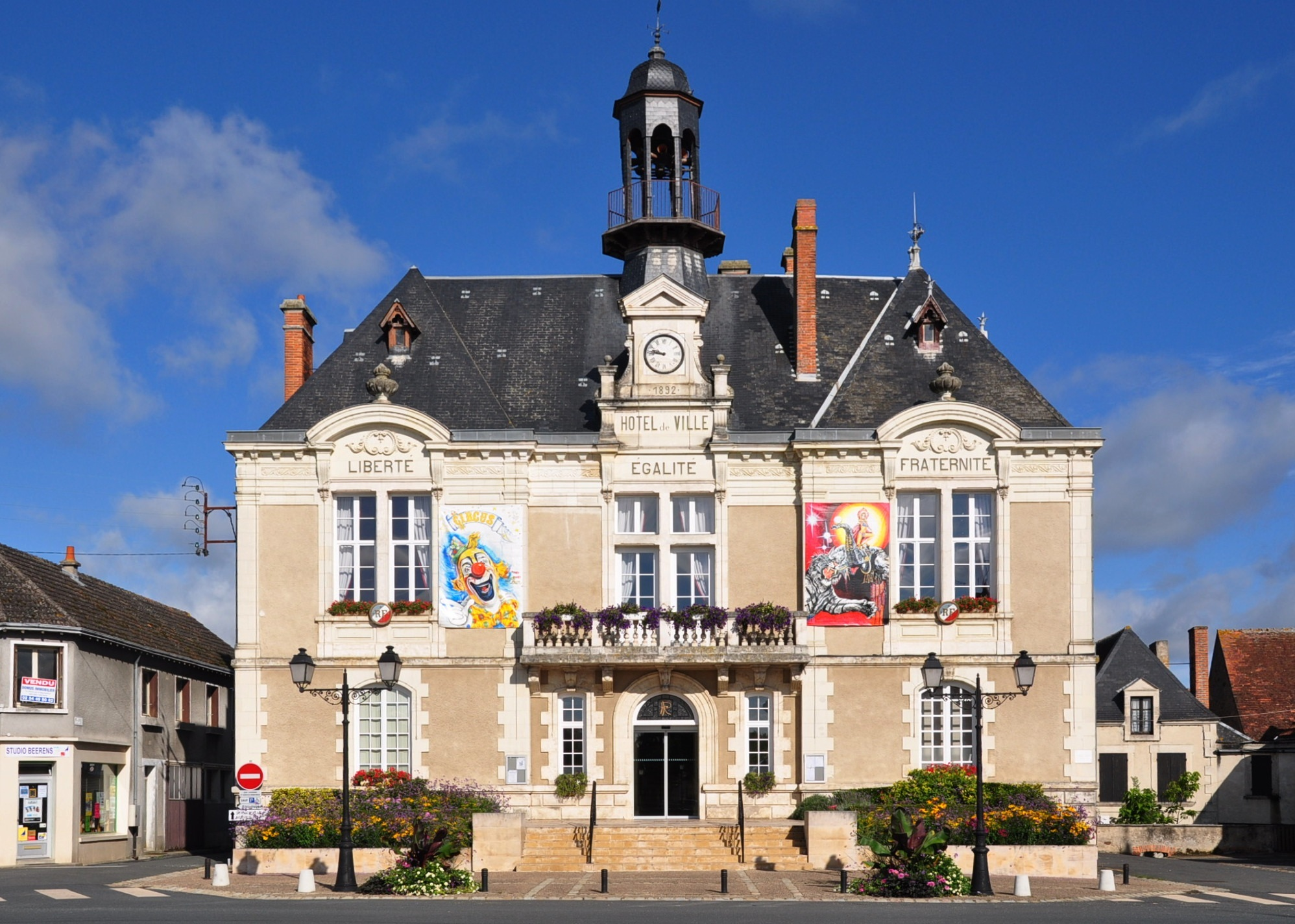
瓦唐市政厅

瓦唐的现任市长为菲利普·梅蒂维耶先生（Philippe Métivier），他是共和党的一名成员，在2020年的市政选举中获得了68.45%的支持率。
在2017年的法国总统大选中，法国第25任总统埃马纽埃尔·马克龙在瓦唐获得了57.34%的支持率。

## 人口
2018年，瓦唐市镇人口数量为1,956，在法国排名第5,493位。其中男性945人，女性1,043人，75岁及以上人口占14.4%，外籍人口数量为367人，人口密度为66人/平方公里，当地居民被称为（男性）或（女性）。2019年，瓦唐境内出生16人，死亡人口46人。
| 年份   | 1936  | 1946  | 1954  | 1962  | 1968  | 1975  | 1982  | 1990  | 1999  | 2006  | 2007  | 2008  | 2013  | 2018  |
| ------ | ----- | ----- | ----- | ----- | ----- | ----- | ----- | ----- | ----- | ----- | ----- | ----- | ----- | ----- |
| 人口數 | 2,080 | 2,166 | 2,082 | 2,147 | 2,194 | 2,270 | 2,046 | 2,022 | 1,972 | 2,015 | 2,022 | 2,029 | 2,018 | 1,956 |

## 经济
截止2021年7月，瓦唐共有各类用人单位333家，平均历史为22年，均为中小型企业（PME）。（汽车配件销售）、（酒店）及（文化产业）是当地2019年营业额最高的三个企业，分别为1,566,735欧元、350,889欧元和286,320欧元。

## 财政收入
2019年，瓦唐的财政收入总额为1,814,420欧元，财政支出总额为1,645,020欧元，当年的债务总额为1,325,920欧元。2020年，瓦唐共获得492,795欧元的国家财政补助，与上一年基本持平。
2016年，瓦唐的人均月收入总额为1,827欧元，其中高级职员为2,887欧元，低于法国平均水平（4,214欧元）；中级职员为2,164欧元，低于法国平均水平（2,353欧元）；普通职员为1,576欧元，亦低于法国平均水平（1,690欧元）。
2017年，瓦唐境内的青壮年（15至64岁）失业率为12.6%，当地46.3%的家庭拥有纳税资格，平均纳税1,449欧元，低于法国平均水平（3,888欧元）。

## 社会事务

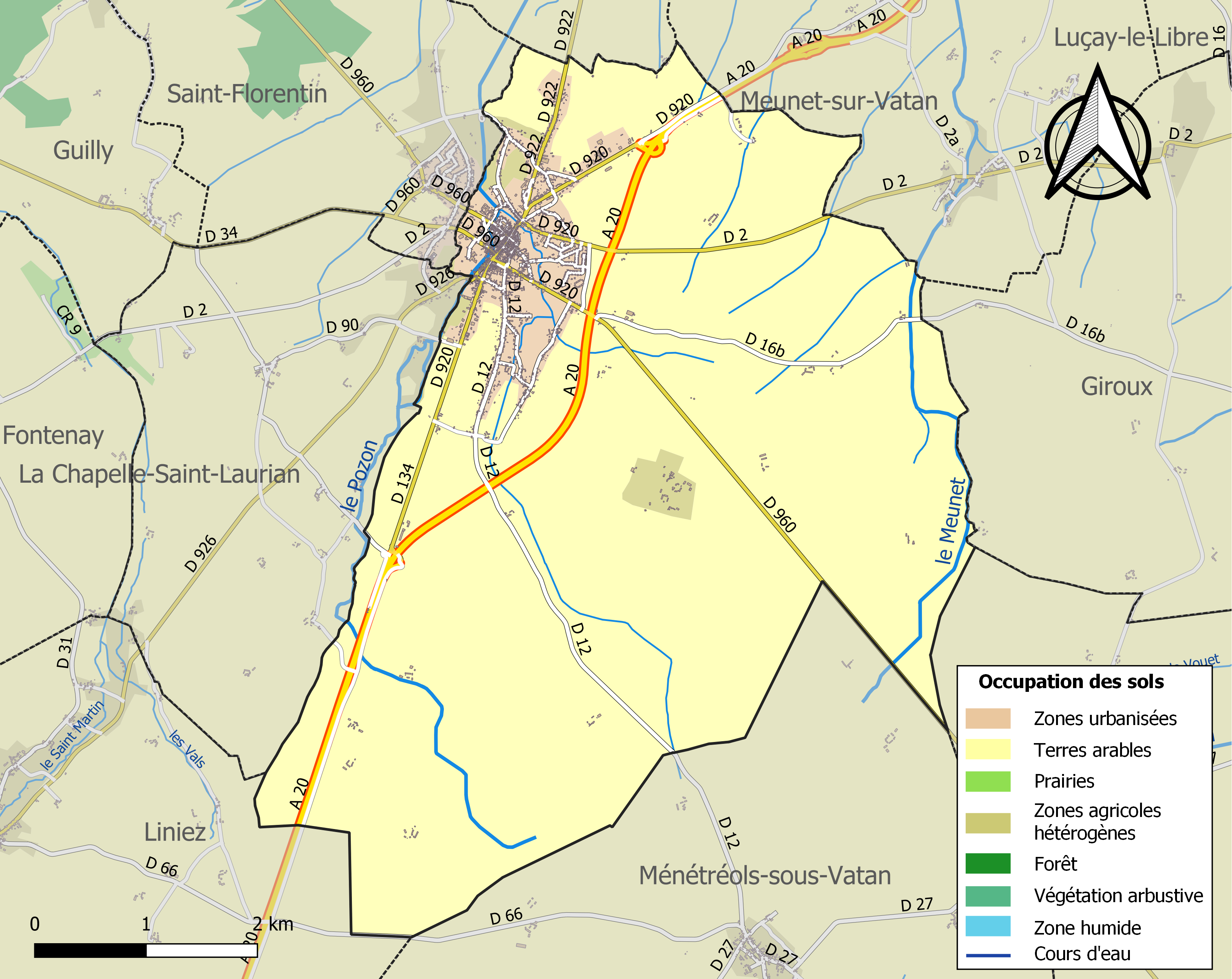
瓦唐土地利用情况地图

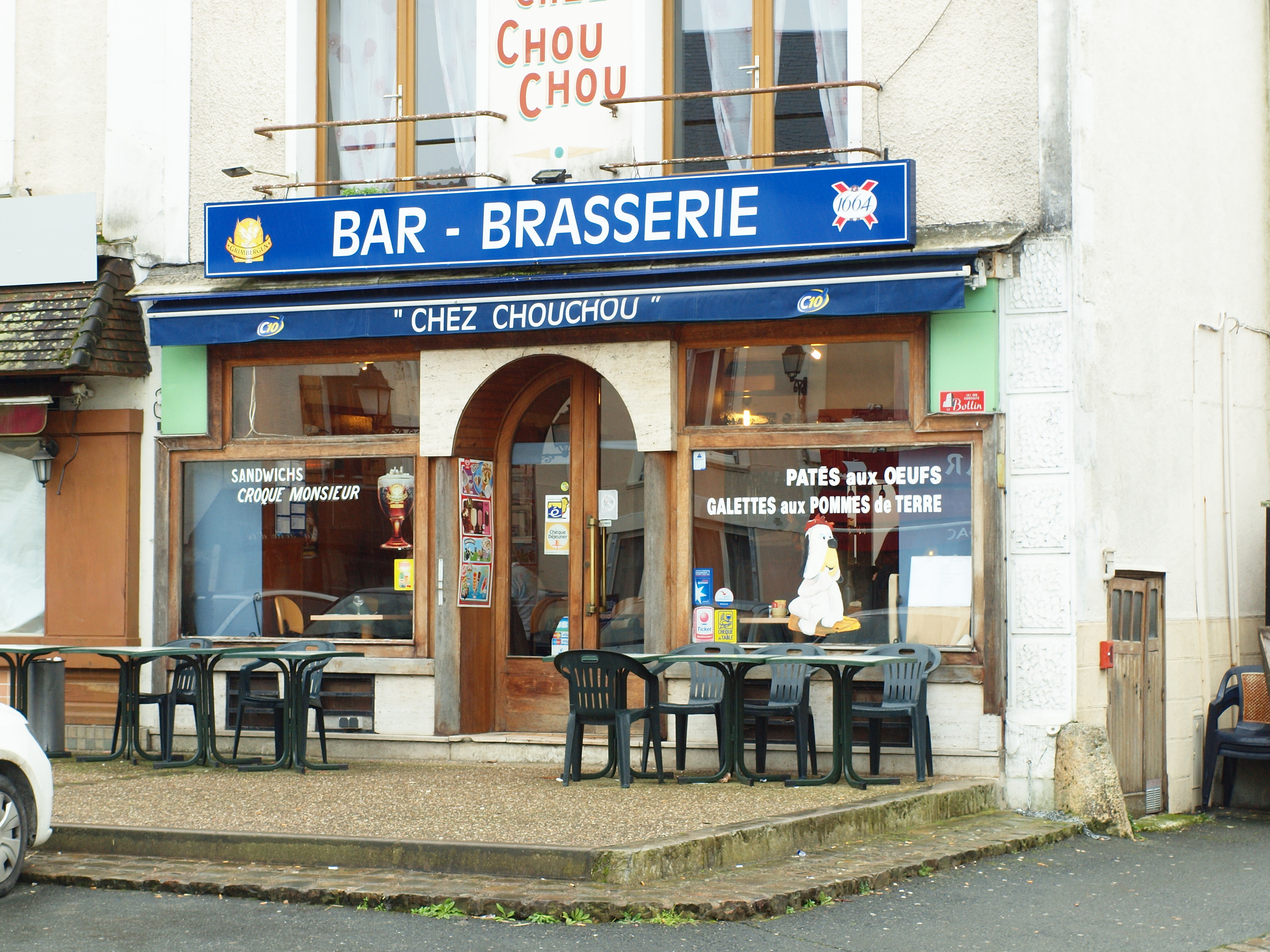
瓦唐镇中心的一家餐厅

### 教育
瓦唐属于奥尔良-图尔学区。截止2019年1月1日，瓦唐境内共有1所幼儿园、2所小学和1所初级中学。2018至2019学年度，瓦唐境内共有在校中等教育阶段学生270名。

### 医疗
截止2019年1月1日，瓦唐境内共有全科医生2名、保健师1名、牙医1名、护士3名。境内共有药房1家、养老院1家、残疾人帮扶中心0家。
瓦唐是“伊苏丹中心医院”（Centre Hospitalier d'Issoudun）的服务范围，后者是法国的一个区域性医疗机构，其主病区位于伊苏丹市区，距离瓦唐市区的正常车程在20分钟以内，设有床位481个，是当地规模最大的公立综合性医院。

### 住房
2017年，瓦唐境内共有各类住房1,210套，其中77.9%为独立式居民区，8%为集中式居民区。常住房屋占瓦唐市镇范围内居民建筑总量的90.5%。
在住房保障政策方面，2017年，瓦唐境内共有162户家庭获得了住房经济补助，受益人数占总人口数量的8.1%，其中150份为房租补助。

### 商业
2019年，瓦唐境内共有各类实体商铺58家，其中餐厅4家、大型超市1家、杂货店2家、面包房4家、书店1家、银行门店3家、美容美发店4家、汽车维修店7家。市区建有一处家乐福超市。

### 体育
2019年，瓦唐境内共有1家游泳池、1间体育馆、2处网球场以及1处足球或橄榄球场。
瓦唐体育俱乐部（Sporting Club Vatanais）是当地的一支足球队，2021至2022赛季参加安德尔省足球联赛。

### 环境
瓦唐的环境事务由其所属的公共社区负责。2019年，瓦唐境内暂无污染企业。

### 治安
2019年，瓦唐市镇范围内有1处宪兵队。
2014年，瓦唐及附近地区共发生各类案件1,669起，其中盗窃类案件972起，经济类案件220起，毒品交易类案件53起。

## 文化

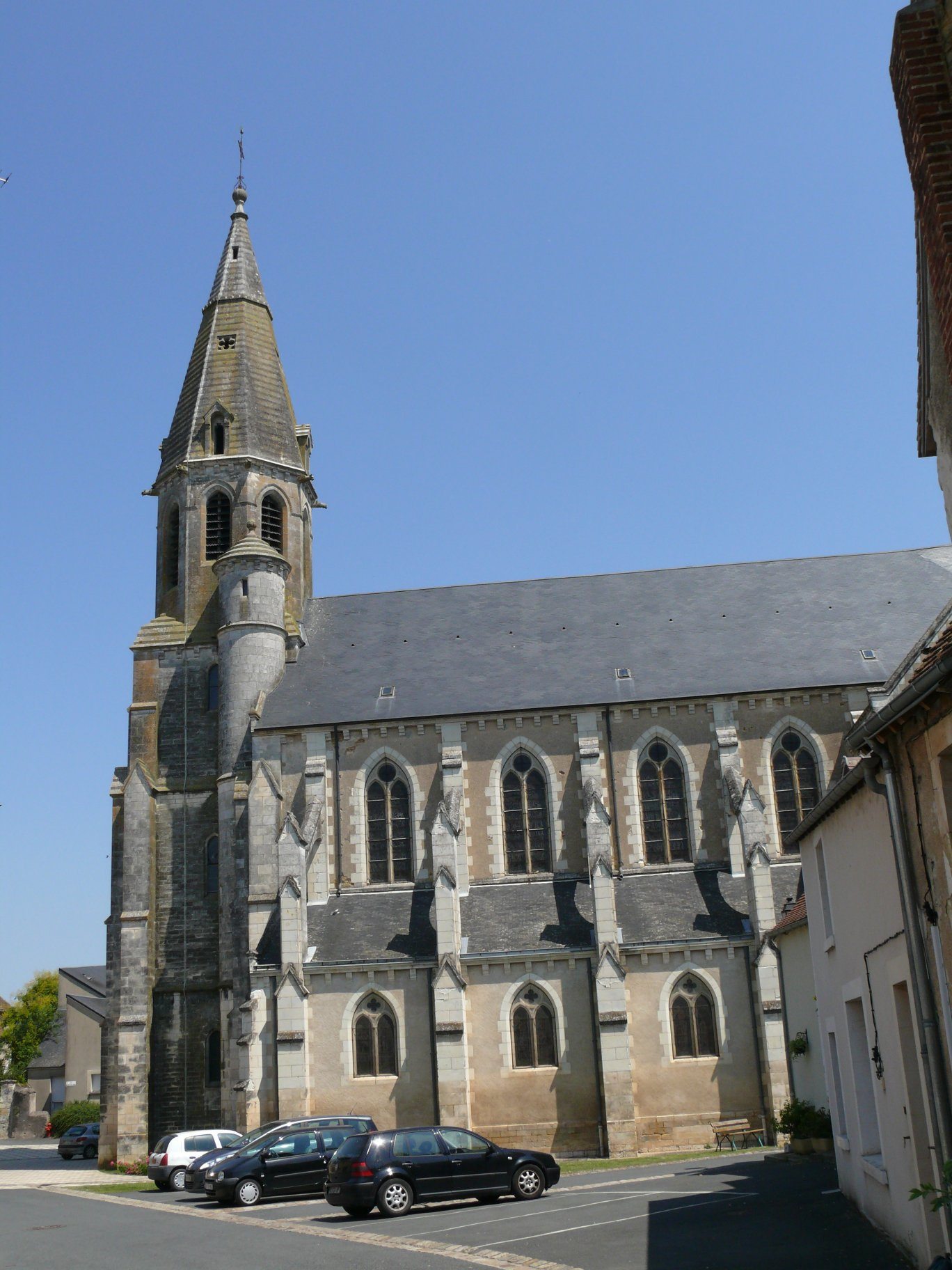
瓦唐圣洛里安教堂

2019年，瓦唐境内暂无任何文化设施。瓦唐市政府提供多媒体中心，向公众全年开放。

### 建筑
瓦唐境内有多处历史建筑，其中圣洛里安教堂是法国国家文物保护单位。

### 旅游
瓦唐的旅游事务由其所属的公共社区负责。2020年，瓦唐境内共有1个露营地，可容纳共53辆露营车。

### 媒体
法国主要的媒体均可在瓦唐接收，法国电视三台下属的中央-卢瓦尔河谷大区频道在部分时段播出瓦唐所属区域的地方新闻。

## 友好城市
截至2021年7月，瓦唐暂未建立任何友好城市关系。